# Crudia mutabilis
Crudia mutabilis là một loài thực vật có hoa trong họ Đậu. Loài này được de Wit miêu tả khoa học đầu tiên.